# Maurice Blomme
Maurice Blomme (Oostnieuwkerke, Staden, Flandes Occidental, 29 de octubre de 1926 - Roeselare, 11 de abril de 1980) fue un ciclista belga que fue profesional entre 1949 y 1961. Durante su carrera profesional consiguió 54 victorias, entre ellas una etapa del Tour de Francia de 1950.

## Palmarés
- 1947 (amateur)
  - Campeón militar de Bélgica
- 1949
  - Campeón de Flandes Occidental
  - 1.º en el Gran Premio de la villa de Zottegem
  - 1.º en el Premio de Aaigem
  - 1.º en el Premio de Staden
  - 1.º en el Premio de Ooigem
  - Vencedor de 3 etapas a la Vuelta en el Marruecos
- 1950
  - 1.º en el Campeonato de Flandes
  - 1.º en el Circuito de Flandes Occidental
  - 1.º en el Circuito de las Tres Provincias
  - 1.º en el Circuito de Houtland
  - 1.º en la Houthem-Vilvoorde
  - 1.º en el Gran Premio de las Naciones
  - 1.º en el Gran Premio de la villa de Zottegem
  - 1.º en el Premio de Roeselare
  - 1.º en el Premio de Wingene
  - 1.º en el Premio de Handzame
  - Vencedor de una etapa al Tour de Francia
- 1951
  - 1.º en la Bruselas-Ingooigem
  - 1.º en la Houtem-Vilvoorde
  - 1.º en el Premio de Kortrijk
  - 1.º en el Gran Premio de la Villa de Zottegem
  - 1.º en el Premio de Ardooie
  - 1r del Premio de Sint Andries
  - 1.º en el Premio de Wingene
  - 1.º en el Premio de Hooglede
  - 1.º en el Premio de Komen
- 1952 
  - 1.º en el Premio de Berlare
  - 1.º en el Premio de Eke
  - 1.º en el Premio de Hooglede
  - 1.º en el Premio de Kruishoutem
  - 1.º en el Premio de Soignies
  - 1.º en el Premio de Zingem
  - 1.º en el Critèrium de Zingem
- 1953
  - 1.º en el Premio de Houthulst
  - 1.º en el Premio de Stene
  - Vencedor de una etapa de la Vuelta en Luxemburgo
- 1954
  - 1.º en el Circuito de las Ardenes flamencas - Ichtegem
  - 1.º en el Premio de Houtland
  - 1.º en la Omloop Mandel-Leie-Schelde
  - 1.º en el Premio de Stene
  - 1.º en el Premio de Lessines
  - 1.º en el Premio de Ruiselede
  - 1.º en el Premio de Vilvoorde
- 1955
  - 1.º en el Circuito del Oeste y vencedor de una etapa
  - 1.º en el Premio de Le Bizet
  - 1.º en el Premio de Oostende
  - 1.º en el Premio de Kachtem
  - 1.º en el Premio de Aarschot
- 1956
  - 1.º en el Premio de Oostrozebeke
  - 1.º en el Premio de Soignies
- 1957
  - 1.º en el Premio de Tielt
- 1959
  - 1.º en el Circuito del Oeste

### Resultados al Tour de Francia
- 1950. Abandona (16a etapa). Vencedor de una etapa
- 1952. Abandona (6a etapa)